# الکس دسکاس
الکس دسکاس (فرانسوی: Alex Descas‎؛ زادهٔ ۱ ژانویه ۱۹۵۸) بازیگر اهل فرانسه با اصالت آفریقایی است. از فیلم‌ها یا برنامه‌های تلویزیونی که وی در آن نقش داشته است می‌توان به دردسر هرروزه، مرزهای کنترل، قهوه و سیگار، اواخر آگوست، اوایل سپتامبر و ۳۵ پیک رام اشاره کرد.